# Kanie (Aichi)
Kanie (蟹江町 Kanie-chō?) es un pueblo localizado en la prefectura de Aichi, Japón. En octubre de 2019 tenía una población estimada de 37.082 habitantes y una densidad de población de 3.344 personas por km². Su área total es de 11,09 km².

## Geografía

### Localidades circundantes
- Prefectura de Aichi
  - Aisai
  - Ama
  - Nagoya
  - Tobishima
  - Tsushima
  - Yatomi

## Demografía
Según los datos del censo japonés, esta es la población de Kanie en los últimos años.
| 1995   | 2000   | 2005   | 2010   | 2015   |
| ------ | ------ | ------ | ------ | ------ |
| 36.366 | 36.240 | 36.750 | 36.688 | 37.085 |

## Relaciones internacionales

### Ciudades hermanadas
- Marion, Estados Unidos – desde el 26 de marzo de 2010